# Peter van Pels
Peter van Pels, né le 8 novembre 1926 à Osnabrück, en Allemagne, et mort le 10 mai 1945 (deux jours après la libération du camp) dans le camp de concentration de Mauthausen, en Autriche, était l'un des huit clandestins à partager le sort d'Anne Frank dans l'annexe secrète aménagée au 263, Prinsengracht. Il est le fils d'Hermann et Augusta van Pels, dans le Journal d'Anne Frank, il porte le pseudonyme de Peter van Daan.

## Éléments biographiques
Peter van Pels naît en Allemagne, à proximité de la frontière néerlandaise, à Osnabrück, le 8 novembre 1926. Il est l'unique enfant de cette famille. Le 26 juillet 1937, alors âgé de 10 ans, sa famille émigre vers les Pays-Bas. En 1938, les affaires d'Otto Frank dans le commerce de la pectine ne sont plus florissantes, il cherche alors à se diversifier dans la vente de condiments pour la viande. C'est à cette époque qu'il rencontre Hermann van Pels disposant de compétences dans ce domaine et l'engage.
Le 6 juillet 1942, la famille Frank opte pour la clandestinité et s'installe dans l'annexe secrète aménagée au 263, Prinsengracht, le siège de la société Opekta. La famille van Pels les rejoint le 13 juillet 1942 (Ils habitaient avant sur le Zuider Amstellaan, maintenant appelé Rooseveltaan). Ils sont désormais 7 clandestins à vivre dans l'annexe et seront rejoints par un huitième, le 16 novembre 1942, Fritz Pfeffer. Les mois s’égrènent, les années.
Un peu plus d'un an après, Anne Frank se met soudain à lui parler régulièrement et en profondeur à l'abri du regard des autres clandestins et commence à éprouver des sentiments pour lui, pour finalement en tomber amoureuse. Ils se rendent souvent au grenier afin d'admirer ensemble le ciel et le marronnier de la cour, des choses dont ils sont privés depuis trop longtemps. Mais au fur et à mesure qu'elle grandit et qu'elle lit de plus en plus de livres qui invitent à la réflexion, elle s'aperçoit du nombre important de choses qui la déçoivent chez Peter, notamment son manque de force de caractère et ses propos dédaigneux quant à la religion, et finit par prendre ses distances pour à nouveau se centrer sur elle-même.
Le 4 août 1944, à la suite d'une délation dont l'auteur ne sera jamais identifié, la Gestapo fait irruption dans la cachette des Frank, des van Pels et de Pfeffer. Les huit clandestins et deux de leurs bienfaiteurs, Johannes Kleiman et Victor Kugler sont arrêtés et emmenés au siège de la Gestapo pour interrogatoire. Ils furent ensuite incarcérés pendant trois jours avant d'être transférés au samellager de Westerbork, le 8 août 1944.

### Déportation
Le 3 septembre 1944, Peter van Pels et ses compagnons d'infortune sont déportés vers Auschwitz où il arrive le 6 septembre 1944. Il survit à la sélection et est affecté au même groupe de travailleurs qu'Otto Frank, qui le prend littéralement sous son aile. Face à l'avance de l'Armée rouge, les Allemands jettent les détenus dans d'effroyables marches de la mort. Otto Frank intime à Peter de se cacher dans le camp et de ne pas prendre part à la marche. Peter quant à lui pense que ses chances de s'en tirer sont plus importantes s'il y prend part. Vers le 18 janvier 1945 la colonne de détenus se met en marche. Les registres mentionnent son arrivée à Mauthausen, le 25 janvier 1945. Quatre jours plus tard, il est affecté à un groupe de travailleurs à l'extérieur du camp. Le 11 avril 1945, il est envoyé au baraquement des malades où on perd sa trace. Peter van Pels y est mort le 10 mai 1945. La Croix-Rouge fixera néanmoins son décès au 5 mai 1945, jour de la libération du camp par la 11e division blindée américaine. Peter avait 18 ans.